# Nick Cassidy
Nicholas Robert Cassidy (Auckland, Nueva Zelanda; 19 de agosto de 1994) más conocido como Nick Cassidy, es un piloto de automovilismo neozelandés. Fue confirmado como piloto del equipo Envision Virgin Racing para disputar la temporada 2020-21 de Fórmula E en julio de 2020. En 2023 resultó subcampeón del Campeonato Mundial de Fórmula E, y tercero en 2024. Desde 2024 forma parte del equipo Jaguar TCS Racing junto a su compatriota Mitch Evans, logrando el campeonato de constructores en su primera temporada.

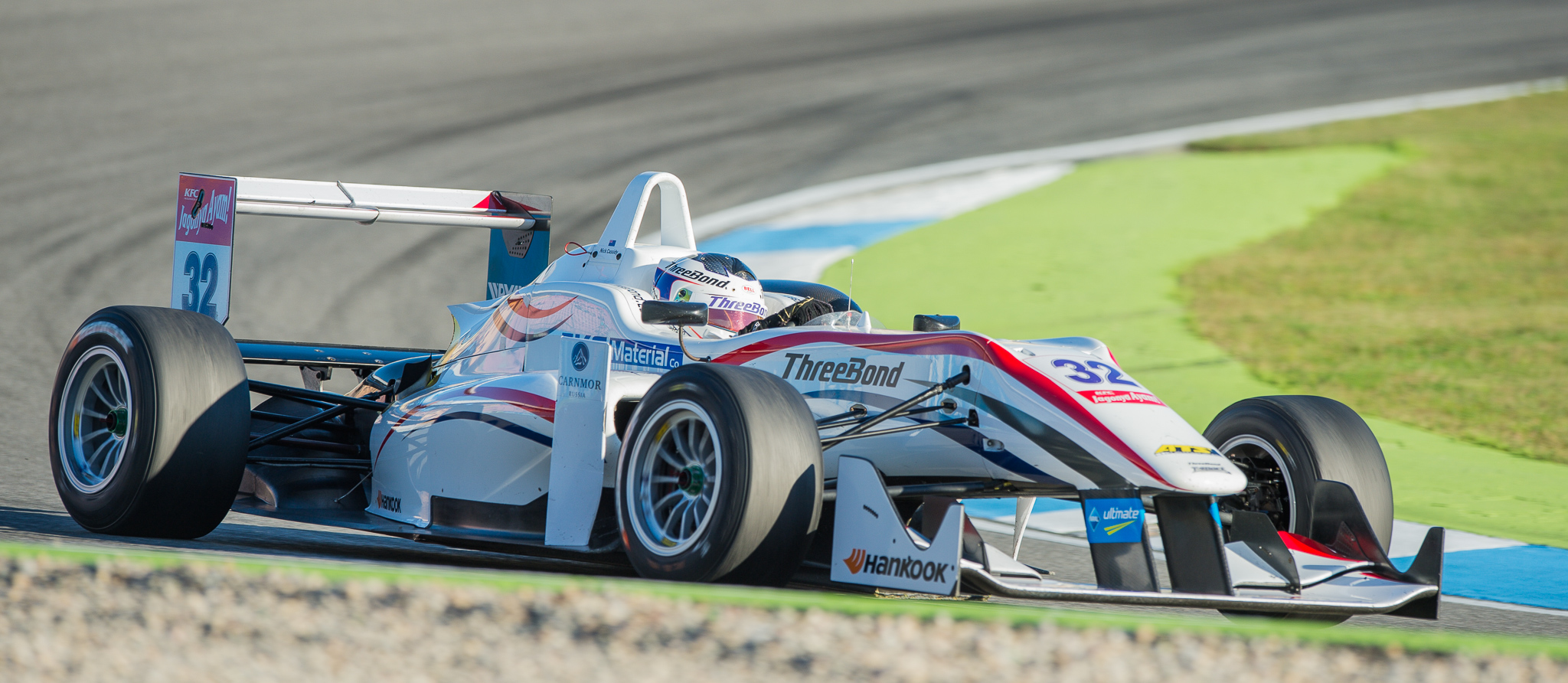
Nick Cassidy en el Campeonato Europeo de Fórmula 3 de la FIA 2014.

Fue bicampeón de Toyota Racing Series en 2012 y 2013. Compitió entre 2013 y 2016 en el Campeonato Europeo de Fórmula 3 de la FIA, resultando cuarto con 254 puntos en su último año en la categoría. Desde 2015 hasta 2020 compitió en los campeonatos Super GT y Super Fórmula de Japón, resultando campeón de ambas categorías en 2017 y 2019 respectivamente, y logrando el subcampeonato de ambas en 2018.
En 2022 disputó el Deutsche Tourenwagen Masters con AlphaTauri AF Corse, obteniendo dos victorias con un Ferrari 488 GT3 Evo 2020.

## Resumen de carrera
| Temporada | Categoría                                              | Equipo                                | Carreras          | Victorias         | Poles             | VR                | Podios            | Puntos            | Pos.              |
| --------- | ------------------------------------------------------ | ------------------------------------- | ----------------- | ----------------- | ----------------- | ----------------- | ----------------- | ----------------- | ----------------- |
| 2008      | Fórmula First Manfeild - Serie de Invierno             | Sabre Motorsport                      | 12                | 3                 | 2                 | 2                 | 9                 | 782               | 1.º               |
| 2008-09   | Fórmula First Nueva Zelanda                            | Sabre Motorsport                      | 24                | 8                 | 2                 | 8                 | 16                | 1439              | 2.º               |
| 2009      | Fórmula Ford Nueva Zelanda - Serie de Invierno         | —                                     | 6                 | 3                 | 2                 | 3                 | 3                 | 225               | 7.º               |
| 2009-10   | Fórmula First Nueva Zelanda                            | —                                     | 3                 | 1                 | 1                 | 1                 | 3                 | 195               | 26.º              |
| 2009-10   | Western Springs Speedway - F2 Midgets                  | HLR Racing                            | 8                 | 7                 | 0                 | 7                 | 8                 | 290               | 1.º               |
| 2009-10   | Fórmula Ford Nueva Zelanda ZOAGN                       | BNT/Fuchs Motorsport                  | 18                | 8                 | 3                 | 5                 | 14                | 1090              | 2.º               |
| 2010      | Campeonato de Australia de Fórmula Ford                | Evans Motorsport Group                | 3                 | 0                 | 0                 | 0                 | 1                 | 26                | 15.º              |
| 2010-11   | Western Springs Speedway - Midgets                     | HLR Racing                            | 3                 | 0                 | 0                 | 0                 | 1                 | 36                | 20.º              |
| 2010-11   | Western Springs Speedway - Serie International Midgets | HLR Racing                            | 4                 | 0                 | 0                 | 0                 | 0                 | 25                | 14.º              |
| 2011      | Toyota Racing Series                                   | Giles Motorsport                      | 15                | 2                 | 1                 | 3                 | 7                 | 805               | 2.º               |
| 2011      | Campeonato de Australia de Fórmula Ford                | Evans Motorsport Group                | 2                 | 0                 | 0                 | 0                 | 1                 | 22                | 14.º              |
| 2011      | Fórmula Abarth                                         | Composit Motorsport                   | 2                 | 0                 | 0                 | 0                 | 0                 | 6                 | 17.º              |
| 2011      | Campeonato Italiano de Fórmula ACI-CSAI Abarth         | Composit Motorsport                   | 2                 | 0                 | 0                 | 0                 | 0                 | 6                 | 17.º              |
| 2011      | ADAC Fórmula Masters                                   | ma-con Motorsport                     | 3                 | 0                 | 0                 | 0                 | 0                 | 8                 | 22.º              |
| 2011      | V8 Supercar Series                                     | Greg Murphy Racing                    | 5                 | 0                 | 0                 | 0                 | 0                 | 153               | 31.º              |
| 2012      | Toyota Racing Series                                   | Giles Motorsport                      | 14                | 4                 | 0                 | 3                 | 9                 | 914               | 1.º               |
| 2012      | V8SuperTourer                                          | M3 Racing                             | 2                 | 1                 | 0                 | 0                 | 2                 | 1852              | 1.º               |
| 2012      | Eurocopa de Fórmula Renault 2.0                        | Fortec Motorsport                     | 6                 | 0                 | 0                 | 0                 | 0                 | 8                 | 24.º              |
| 2013      | Toyota Racing Series                                   | Giles Motorsport                      | 15                | 2                 | 0                 | 6                 | 10                | 915               | 1.º               |
| 2013      | Campeonato Europeo de Fórmula 3 de la FIA              | EuroInternational                     | 3                 | 0                 | 0                 | 0                 | 0                 | 0                 | NC†               |
| 2013      | Campeonato Europeo de Fórmula 3 de la FIA              | Carlin                                | 3                 | 0                 | 0                 | 0                 | 0                 | 0                 | NC†               |
| 2013      | Eurocopa de Fórmula Renault 2.0                        | AVF                                   | 2                 | 0                 | 0                 | 0                 | 0                 | 0                 | NC†               |
| 2014      | Eurocopa de Fórmula Renault 2.0                        | Koiranen GP                           | 10                | 0                 | 0                 | 0                 | 0                 | 20                | 18.º              |
| 2014      | Campeonato Europeo de Fórmula 3 de la FIA              | ThreeBond with T-Sport                | 6                 | 0                 | 0                 | 0                 | 0                 | 0                 | NC†               |
| 2014      | Gran Premio de Macao                                   | ThreeBond with T-Sport                | 1                 | 0                 | 0                 | 0                 | 1                 | N/A               | 3.º               |
| 2014      | Toyota Racing Series                                   | Neale Motorsport                      | 2                 | 1                 | 2                 | 1                 | 1                 | 91                | 24.º              |
| 2014      | Fórmula Renault 2.0 Alpes                              | China BRT by JCS                      | 2                 | 0                 | 0                 | 0                 | 0                 | 0                 | 33.º              |
| 2014-15   | Campeonato Toyota Finance 86                           | Neale Motorsport                      | 6                 | 3                 | 1                 | 4                 | 6                 | 202               | 11.º              |
| 2015      | Campeonato de Fórmula 3 Japonesa                       | Petronas Team TOM'S                   | 17                | 7                 | 7                 | 6                 | 13                | 129               | 1.º               |
| 2015      | Gran Premio de Macao                                   | Petronas Team TOM'S                   | 1                 | 0                 | 0                 | 0                 | 0                 | N/A               | 12.º              |
| 2015      | Campeonato Europeo de Fórmula 3 de la FIA              | Prema Powerteam                       | 6                 | 0                 | 0                 | 0                 | 2                 | 43                | 16.º              |
| 2015      | Super GT Japonés - GT300                               | Team Up Garage with Bandoh            | 1                 | 0                 | 0                 | 0                 | 0                 | 0                 | NC                |
| 2016      | Campeonato Europeo de Fórmula 3 de la FIA              | Prema Powerteam                       | 30                | 1                 | 1                 | 1                 | 8                 | 254               | 4.º               |
| 2016      | Gran Premio de Macao                                   | Prema Powerteam                       | 1                 | 0                 | 0                 | 0                 | 0                 | N/A               | DNF               |
| 2016      | Super GT Japonés - GT500                               | Lexus Team TOM'S                      | 8                 | 0                 | 0                 | 0                 | 2                 | 54                | 5.º               |
| 2017      | Super GT Japonés - GT500                               | Lexus Team KeePer TOM'S               | 8                 | 2                 | 1                 | 0                 | 4                 | 84                | 1.º               |
| 2017      | Campeonato de Super Fórmula Japonesa                   | Kondō Racing                          | 7                 | 0                 | 1                 | 0                 | 1                 | 7                 | 10.º              |
| 2018      | Super GT Japonés - GT500                               | Lexus Team KeePer TOM'S               | 8                 | 1                 | 0                 | 0                 | 4                 | 75                | 2.º               |
| 2018      | Campeonato de Super Fórmula Japonesa                   | Kondō Racing                          | 6                 | 1                 | 1                 | 1                 | 4                 | 37                | 2.º               |
| 2019      | Super GT Japonés - GT500                               | Lexus Team KeePer TOM'S               | 8                 | 1                 | 0                 | 1                 | 4                 | 83                | 2.º               |
| 2019      | Deutsche Tourenwagen Masters                           | Lexus Team KeePer TOM'S               | 1                 | 0                 | 0                 | 0                 | 0                 | 0                 | NC†               |
| 2019      | Campeonato de Super Fórmula Japonesa                   | Vantelin Team TOM'S                   | 7                 | 1                 | 0                 | 1                 | 4                 | 36                | 1.º               |
| 2019      | Blancpain GT Series Endurance Cup                      | HubAuto Corsa                         | 1                 | 0                 | 0                 | 0                 | 0                 | 0                 | NC                |
| 2019      | WeatherTech SportsCar Championship - GTD               | AIM Vasser Sullivan                   | 1                 | 0                 | 0                 | 0                 | 0                 | 26                | 49.º              |
| 2019      | Intercontinental GT Challenge                          | HubAuto Corsa                         | 2                 | 0                 | 0                 | 0                 | 0                 | 0                 | NC                |
| 2019-20   | Asian Le Mans Series - LMP2                            | Eurasia Motorsport                    | 3                 | 0                 | 1                 | 0                 | 0                 | 13                | 9.º               |
| 2019-20   | Fórmula E                                              | Envision Virgin Racing                | Piloto de pruebas | Piloto de pruebas | Piloto de pruebas | Piloto de pruebas | Piloto de pruebas | Piloto de pruebas | Piloto de pruebas |
| 2020      | Super GT Japonés - GT500                               | Toyota Gazoo Racing Team KeePer Tom's | 6                 | 1                 | 1                 | 1                 | 1                 | 46                | 8.º               |
| 2020      | Campeonato de Super Fórmula Japonesa                   | Vantelin Team TOM'S                   | 7                 | 1                 | 1                 | 2                 | 2                 | 50                | 4.º               |
| 2020-21   | Fórmula E                                              | Envision Virgin Racing                | 15                | 0                 | 2                 | 0                 | 2                 | 76                | 15.º              |
| 2021      | Deutsche Tourenwagen Masters                           | AlphaTauri AF Corse                   | 2                 | 0                 | 0                 | 1                 | 0                 | 11                | 16.º              |
| 2021-22   | Fórmula E                                              | Envision Racing                       | 16                | 1                 | 2                 | 3                 | 2                 | 68                | 11.º              |
| 2022      | Deutsche Tourenwagen Masters                           | AlphaTauri AF Corse                   | 11                | 2                 | 1                 | 1                 | 2                 | 64                | 13.º              |
| 2022-23   | Fórmula E                                              | Envision Racing                       | 16                | 4                 | 1                 | 0                 | 8                 | 199               | 2.º               |
| 2023-24   | Fórmula E                                              | Jaguar TCS Racing                     | 16                | 2                 | 1                 | 1                 | 8                 | 176               | 3.º               |
| 2024-25   | Fórmula E                                              | Jaguar TCS Racing                     | Disputándose      | Disputándose      | Disputándose      | Disputándose      | Disputándose      | Disputándose      | Disputándose      |
| Fuente:   |                                                        |                                       |                   |                   |                   |                   |                   |                   |                   |

- † Cassidy fue piloto invitado, por lo tanto no fue apto para sumar puntos.

## Resultados

### Campeonato Europeo de Fórmula 3 de la FIA
(Clave) (negrita indica pole position) (cursiva indica vuelta rápida)

| Año      | Escudería              | Motor      | 1       | 2     | 3       | 4         | 5        | 6       | 7       | 8        | 9         | 10      | 11        | 12       | 13      | 14      | 15      | 16       | 17       | 18       | 19      | 20       | 21      | 22      | 23        | 24      | 25       | 26        | 27      | 28       | 29        | 30       | 31       | 32       | 33       | Pos. | Puntos |
| -------- | ---------------------- | ---------- | ------- | ----- | ------- | --------- | -------- | ------- | ------- | -------- | --------- | ------- | --------- | -------- | ------- | ------- | ------- | -------- | -------- | -------- | ------- | -------- | ------- | ------- | --------- | ------- | -------- | --------- | ------- | -------- | --------- | -------- | -------- | -------- | -------- | ---- | ------ |
| 2013     | EuroInternational      | Mercedes   | MNZ 1   | MNZ 2 | MNZ 3   | SIL 1     | SIL 2    | SIL 3   | HOC 1   | HOC 2    | HOC 3     | BRH 1   | BRH 2     | BRH 3    | RBR 1   | RBR 2   | RBR 3   | NOR 1 16 | NOR 2 11 | NOR 3 11 | NÜR 1   | NÜR 2    | NÜR 3   | ZAN 1   | ZAN 2     | ZAN 3   | VAL 1    | VAL 2     | VAL 3   |          |           |          |          |          |          | NC†  | 0†     |
| 2013     | Carlin                 | Volkswagen |         |       |         |           |          |         |         |          |           |         |           |          |         |         |         |          |          |          |         |          |         |         |           |         |          |           |         | HOC 1 24 | HOC 2 21  | HOC 3 16 |          |          |          | NC†  | 0†     |
| 2014     | ThreeBond with T-Sport | NBE        | SIL 1   | SIL 2 | SIL 3   | HOC 1     | HOC 2    | HOC 3   | PAU 1   | PAU 2    | PAU 3     | HUN 1   | HUN 2     | HUN 3    | SPA 1   | SPA 2   | SPA 3   | NOR 1    | NOR 2    | NOR 3    | MSC 1   | MSC 2    | MSC 3   | RBR 1   | RBR 2     | RBR 3   | NÜR 1    | NÜR 2     | NÜR 3   | IMO 1 11 | IMO 2 12  | IMO 3 22 | HOC 1 16 | HOC 2 19 | HOC 3 18 | NC†  | 0†     |
| 2015     | Prema Powerteam        | Mercedes   | SIL 1   | SIL 2 | SIL 3   | HOC 1     | HOC 2    | HOC 3   | PAU 1   | PAU 2    | PAU 3     | MNZ 1   | MNZ 2     | MNZ 3    | SPA 1   | SPA 2   | SPA 3   | NOR 1    | NOR 2    | NOR 3    | RBR 1   | RBR 2    | RBR 3   | ZAN 1   | ZAN 2     | ZAN 3   | ALG 1 32 | ALG 2 Ret | ALG 3 9 | NÜR 1 2  | NÜR 2 6   | NÜR 3    | HOC 1    | HOC 2    | HOC 3    | 16.º | 43     |
| 2016     | Prema Powerteam        | Mercedes   | LEC 1 2 | LEC 2 | LEC 3 2 | HUN 1 Ret | HUN 2 16 | HUN 3 9 | PAU 1 2 | PAU 2 16 | PAU 3 Ret | RBR 1 6 | RBR 2 Ret | RBR 3 10 | NOR 1 6 | NOR 2 4 | NOR 3 6 | ZAN 1 2  | ZAN 2 1  | ZAN 3 2  | SPA 1 4 | SPA 2 17 | SPA 3 5 | NÜR 1 4 | NÜR 2 Ret | NÜR 3 5 | IMO 1 10 | IMO 2 7   | IMO 3 8 | HOC 1 3  | HOC 2 Ret | HOC 3 4  |          |          |          | 4.º  | 254    |
| Fuentes: |                        |            |         |       |         |           |          |         |         |          |           |         |           |          |         |         |         |          |          |          |         |          |         |         |           |         |          |           |         |          |           |          |          |          |          |      |        |

- † Como piloto invitado, no fue apto para puntuar.

### Super GT Japonés
(Clave) (negrita indica pole position) (cursiva indica vuelta rápida)

| Año   | Escudería                             | Automóvil             | Clase | 1   | 2   | 3   | 4   | 5   | 6   | 7   | 8   | Pos. | Puntos | Ref.   |
| ----- | ------------------------------------- | --------------------- | ----- | --- | --- | --- | --- | --- | --- | --- | --- | ---- | ------ | ------ |
| 2015  | Team Up Garage with Bandoh            | Toyota 86             | GT300 | OKA | FUJ | CHA | FUJ | SUZ | SUG | AUT | MOT | NC   | 0      | [ 6 ]  |
| 2015  | Team Up Garage with Bandoh            | Toyota 86             | GT300 | 21  |     |     |     |     |     |     |     | NC   | 0      | [ 6 ]  |
| 2016  | Lexus Team TOM'S                      | Lexus RC F            | GT500 | OKA | FUJ | SUG | FUJ | SUZ | CHA | MOT | MOT | 5.º  | 54     | [ 7 ]  |
| 2016  | Lexus Team TOM'S                      | Lexus RC F            | GT500 | 8   | 4   | 11  | 5   | 2   | 11  | 3   | 4   | 5.º  | 54     | [ 7 ]  |
| 2017  | Lexus Team KeePer TOM'S               | Lexus LC 500          | GT500 | OKA | FUJ | AUT | SUG | FUJ | SUZ | CHA | MOT | 1.º  | 84     | [ 8 ]  |
| 2017  | Lexus Team KeePer TOM'S               | Lexus LC 500          | GT500 | 1   | 3   | 6   | 10  | 6   | 6   | 1   | 2   | 1.º  | 84     | [ 8 ]  |
| 2018  | Lexus Team KeePer TOM'S               | Lexus LC 500          | GT500 | OKA | FUJ | SUZ | CHA | FUJ | SUG | AUT | MOT | 2.º  | 75     | [ 9 ]  |
| 2018  | Lexus Team KeePer TOM'S               | Lexus LC 500          | GT500 | 3   | 7   | 3   | 8   | 2   | 14  | 1   | 4   | 2.º  | 75     | [ 9 ]  |
| 2019  | Lexus Team KeePer TOM'S               | Lexus LC 500          | GT500 | OKA | FUJ | SUZ | CHA | FUJ | AUT | SUG | MOT | 2.º  | 83     | [ 10 ] |
| 2019  | Lexus Team KeePer TOM'S               | Lexus LC 500          | GT500 | 12  | 7   | 2   | 2   | 4   | 3   | 4   | 1   | 2.º  | 83     | [ 10 ] |
| 2020* | Toyota Gazoo Racing Team KeePer Tom's | Toyota GR Supra GT500 | GT500 | FUJ | FUJ | SUZ | MOT | FUJ | SUZ | MOT | FUJ | 2.º  | 46     | [ 11 ] |
| 2020* | Toyota Gazoo Racing Team KeePer Tom's | Toyota GR Supra GT500 | GT500 | 1   | 4   | 7   | 6   | 4   | Ret |     |     | 2.º  | 46     | [ 11 ] |

- * Temporada en progreso.

### Campeonato de Super Fórmula Japonesa
(Clave) (negrita indica pole position) (cursiva indica vuelta rápida)

| Año  | Escudería           | 1   | 2   | 3   | 4   | 5    | 6    | 7   | 8   | 9   | Pos. | Puntos | Ref.   |
| ---- | ------------------- | --- | --- | --- | --- | ---- | ---- | --- | --- | --- | ---- | ------ | ------ |
| 2017 | Kondō Racing        | SUZ | OKA | OKA | FUJ | MOT  | AUT  | SUG | SUZ | SUZ | 10.º | 7      | [ 12 ] |
| 2017 | Kondō Racing        | 17  | 3   | 11  | Ret | 5    | Ret  | 19  | C   | C   | 10.º | 7      | [ 12 ] |
| 2018 | Kondō Racing        | SUZ | AUT | SUG | FUJ | MOT  | OKA  | SUZ |     |     | 2.º  | 37     | [ 13 ] |
| 2018 | Kondō Racing        | 7   | C   | 2   | 1   | 3    | 5‡   | 2   |     |     | 2.º  | 37     | [ 13 ] |
| 2019 | Vantelin Team TOM'S | SUZ | AUT | SUG | FUJ | MOT  | OKA  | SUZ |     |     | 1.º  | 36     | [ 14 ] |
| 2019 | Vantelin Team TOM'S | 1   | 8   | 4   | 3   | 3    | 10   | 2   |     |     | 1.º  | 36     | [ 14 ] |
| 2020 | Vantelin Team TOM'S | MOT | OKA | SUG | AUT | SUZ1 | SUZ2 | FUJ |     |     | 4.º  | 50     | [ 15 ] |
| 2020 | Vantelin Team TOM'S | 6   | 3   | 1   | 7   | 5    | Ret  | 4   |     |     | 4.º  | 50     | [ 15 ] |

- ‡ Como no se completó el 75% de la carrera, se otorgaron la mitad de los puntos.

### WeatherTech SportsCar Championship
(Clave) (negrita indica pole position) (cursiva indica vuelta rápida)

| Año     | Escudería           | Clase | Chasis         | Motor          | 1     | 2   | 3   | 4   | 5   | 6   | 7   | 8   | 9   | 10  | 11  | Pos. | Puntos |
| ------- | ------------------- | ----- | -------------- | -------------- | ----- | --- | --- | --- | --- | --- | --- | --- | --- | --- | --- | ---- | ------ |
| 2019    | AIM Vasser Sullivan | GTD   | Lexus RC F GT3 | Lexus 5.0 L V8 | DAY 5 | SEB | MDO | DET | WGL | MOS | LIM | ELK | VIR | LGA | PET | 49.º | 26     |
| Fuente: |                     |       |                |                |       |     |     |     |     |     |     |     |     |     |     |      |        |

### Deutsche Tourenwagen Masters
(Clave) (negrita indica pole position) (cursiva indica vuelta rápida)

| Año     | Escudería               | Automóvil                | 1     | 2     | 3       | 4        | 5        | 6        | 7     | 8     | 9       | 10        | 11       | 12      | 13    | 14       | 15        | 16        | 17    | 18        | Pos. | Puntos |
| ------- | ----------------------- | ------------------------ | ----- | ----- | ------- | -------- | -------- | -------- | ----- | ----- | ------- | --------- | -------- | ------- | ----- | -------- | --------- | --------- | ----- | --------- | ---- | ------ |
| 2019    | Lexus Team KeePer TOM'S | Lexus LC 500 GT500       | HOC 1 | HOC 2 | ZOL 1   | ZOL 2    | MIS 1    | MIS 2    | NOR 1 | NOR 2 | ASS 1   | ASS 2     | BRH 1    | BRH 2   | LAU 1 | LAU 2    | NÜR 1     | NÜR 2     | HOC 1 | HOC 2 Ret | NC†  | 0†     |
| 2021    | AlphaTauri AF Corse     | Ferrari 488 GT3          | MNZ 1 | MNZ 2 | LAU 1   | LAU 2    | ZOL 1    | ZOL 2    | NÜR 1 | NÜR 2 | RBR 1   | RBR 2     | ASS 1    | ASS 2   | HOC 1 | HOC 2    | NOR 1 5   | NOR 2 13  |       |           | 16.º | 11     |
| 2022    | AlphaTauri AF Corse     | Ferrari 488 GT3 Evo 2020 | ALG 1 | ALG 2 | LAU 1 9 | LAU 2 23 | IMO 1 14 | IMO 2 17 | NOR 1 | NOR 2 | NÜR 1 7 | NÜR 2 Ret | SPA 1 10 | SPA 2 1 | RBR 1 | RBR 2 19 | HOC 1 Ret | HOC 2 DNS |       |           | 13.º | 64     |
| Fuente: |                         |                          |       |       |         |          |          |          |       |       |         |           |          |         |       |          |           |           |       |           |      |        |

- † Como piloto invitado, no fue apto para puntuar.

### Fórmula E
(Clave) (negrita indica pole position) (cursiva indica vuelta rápida puntuable)
| Año     | Escudería              | 1   | 1   | 2   | 2   | 3   | 3   | 4   | 5   | 5   | 6   | 6   | 7   | 7   | 8   | 8   | 9   | 9   | 9   | 9   | Pos. | Puntos | Ref.   |
| ------- | ---------------------- | --- | --- | --- | --- | --- | --- | --- | --- | --- | --- | --- | --- | --- | --- | --- | --- | --- | --- | --- | ---- | ------ | ------ |
| 2020-21 | Envision Virgin Racing | DIR | DIR | ROM | ROM | VAL | VAL | MON | PUE | PUE | NYC | NYC | LON | LON | BER | BER |     |     |     |     | 15.º | 76     | [ 18 ] |
| 2020-21 | Envision Virgin Racing | 19  | 14  | 15  | Ret | 4   | 13  | 8   | Ret | 2   | 4   | 2   | 11  | 7   | 14  | 17  |     |     |     |     | 15.º | 76     | [ 18 ] |
| 2021-22 | Envision Racing        | DIR | DIR | MEX | MEX | ROM | ROM | MON | BER | BER | YAK | YAK | MAR | MAR | NYC | NYC | LON | LON | SEÚ | SEÚ | 11.º | 68     | [ 19 ] |
| 2021-22 | Envision Racing        | 7   | 16  | 13  | 13  | 9   | Ret | 7   | Ret | 21  | 16  | 16  | 13  | 13  | 1   | 15  | 3   | Ret | 10  | 8   | 11.º | 68     | [ 19 ] |
| 2022-23 | Envision Racing        | MEX | MEX | DIR | DIR | HYD | CAB | SÃO | BER | BER | MON | MON | YAK | YAK | PRT | PRT | ROM | ROM | LON | LON | 2.º  | 199    | [ 20 ] |
| 2022-23 | Envision Racing        | 9   | 9   | 6   | 13  | 2   | 3   | 2   | 5   | 1   | 1   | 1   | 7   | 18  | 1   | 1   | 2   | 14  | Ret | 1   | 2.º  | 199    | [ 20 ] |
| 2023-24 | Jaguar TCS Racing      | MEX | MEX | DIR | DIR | SÃO | TOK | MIS | MIS | MON | BER | BER | SHA | SHA | PRT | PRT | LON | LON |     |     | 3.º  | 176    | [ 21 ] |
| 2023-24 | Jaguar TCS Racing      | 3   | 3   | 3   | 1   | Ret | 8   | Ret | 3   | 2   | 1   | 2   | 3   | 4   | 19  | 13  | 7   | Ret |     |     | 3.º  | 176    | [ 21 ] |
| 2024-25 | Jaguar TCS Racing      | SÃO | MEX | YED | YED | MIA | MON | MON | TOK | TOK | SHA | SHA | YAK | BER | BER | LON | LON |     |     |     | 2.º  | 153    | [ 22 ] |
| 2024-25 | Jaguar TCS Racing      | 15  | 12  | 11  | 5   | 15  | 18  | 3   | 10  | 7   | 21  | 1   | 6   | 5   | 1   | 1   | 1   |     |     |     | 2.º  | 153    | [ 22 ] |